# 39e division d'infanterie (France)
Pour les articles homonymes, voir 39e division.
La 39e division d'infanterie (39e DI) est une division d'infanterie de l'Armée de terre française qui a participé à la Première Guerre mondiale. Créée en 1891, elle est dissoute en 1923.

## Les chefs de la39edivision d'infanterie
- 9 janvier 1892 - 3 octobre 1893 : général Peting de Vaulgrenant
- 8 novembre 1893 : général de Saint-Germain
- 13 octobre 1895 : général Parison
- 8 novembre 1899 - 6 février 1902 : général Lallement
- 2 avril 1902 - 14 avril 1907 : général Pamard
- 20 juin 1907 : général Goetschy
- 8 novembre 1910 - 1er mai 1913 : général Defforges
- 1er mai 1913 : général Ebener
- 16 janvier 1914 : général Dantant
- 17 novembre 1914 : général Curé
- 13 mars 1915 : général Nourrisson
- 27 février 1916 : général Guillaumat
- 25 octobre 1916 : général Massenet
- 2 juin 1918 - 10 février 1919 : général Pougin
- 1919 - janvier 1922 : général Tantot[1]
- janvier 1922 - 1923 : général Schmidt[1]

## Avant 1914
La division est d'abord formée informellement à l'été 1891 à Saint-Mihiel en regroupant quatre régiments régionaux (régiments créés en 1887 et rattachés à une région militaire).
Elle prend le nom officiel de 39e division d'infanterie le 15 décembre 1891. Avec son état-major situé à Commercy, la 39e DI est constituée de deux brigades :
- 77e brigade (Commercy) :
  - 154e régiment d'infanterie
  - 162e régiment d'infanterie
- 78e brigade (Toul) :
  - 156e régiment d'infanterie
  - 160e régiment d'infanterie

Par ordre du 16 septembre 1892, le 154e RI part pour Paris et le 155e régiment d'infanterie prend sa place à la 77e brigade.
En 1897, le 162e RI est remplacé par le 154e RI à la 77e brigade, maintenant constituée des 154e et 155e RI,.
En 1898, l'état-major de la division quitte Commercy pour Toul,. La division est ensuite réorganisée, la 77e brigade, en garnison à Toul, comptant ensuite les 146e et 153e régiments d'infanterie. Jusqu'en 1913, les 156e et 160e RI de la 78e brigade sont renforcés par le 1er bataillon de chasseurs à pied,.

## Première Guerre mondiale

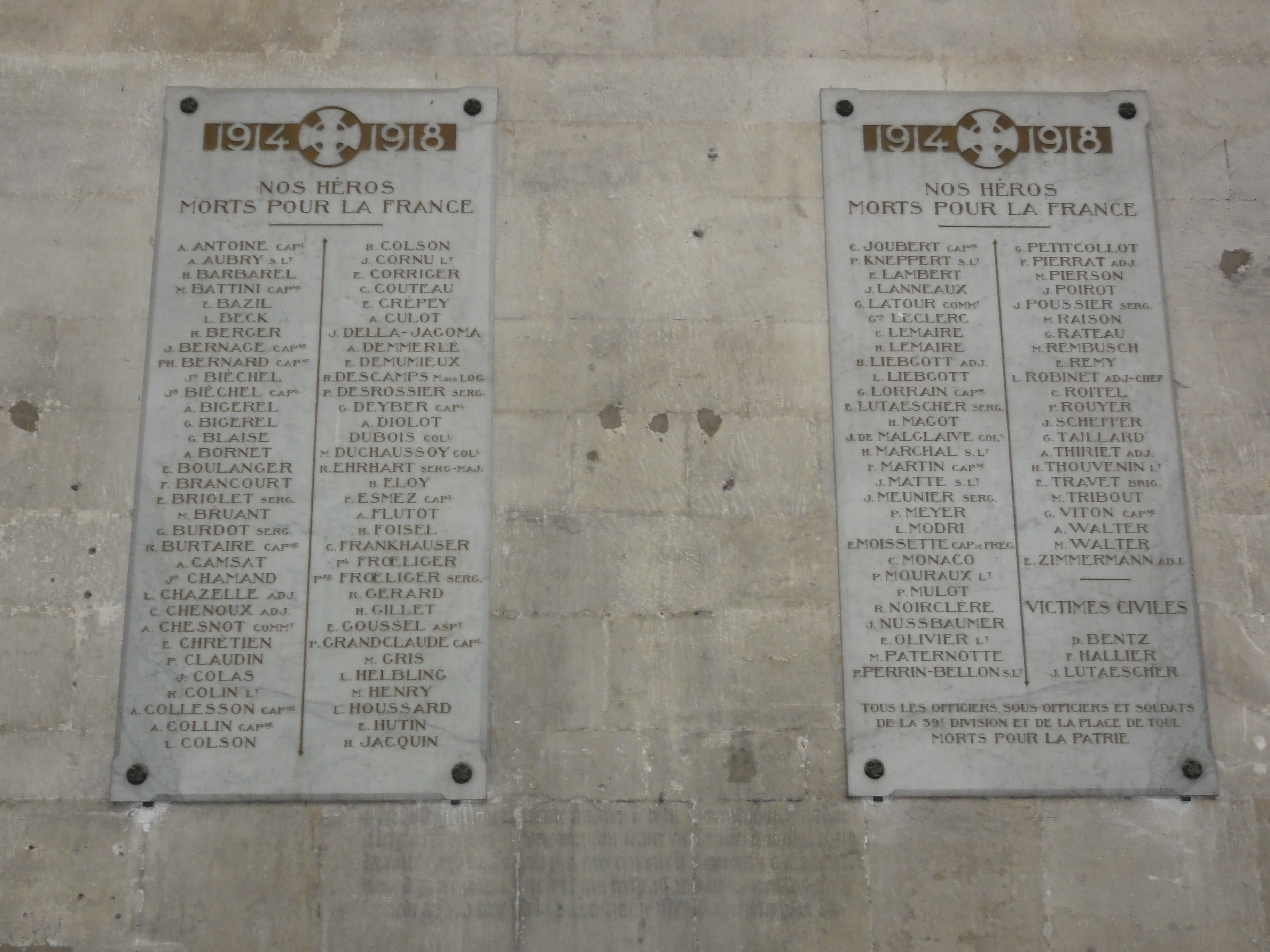
Plaque aux morts de la 39e division à la cathédrale de Toul.

### Composition au cours de la guerre
- Infanterie :
146e régiment d'infanterie d'août 1914 à novembre 1918
153e régiment d'infanterie d'août 1914 à novembre 1918
156e régiment d'infanterie d'août 1914 à novembre 1918
160e régiment d'infanterie d'août 1914 à décembre 1916 (transféré à la 168e DI)
un bataillon du 132e régiment d'infanterie territoriale d'août à novembre 1918
D'août 1914 à décembre 1916, les 146e et 153e RI forment la 77e brigade et les 156e et 160e RI la 78e brigade.
- Cavalerie :

1 escadron (2 escadrons entre janvier et juillet 1917) du 5e régiment de hussards d'août 1914 à novembre 1918
- Artillerie :
3 groupes de 75 du 39e régiment d'artillerie de campagne d'août 1914 à novembre 1918
127e batterie de 58 du 8e régiment d'artillerie de campagne de juillet 1916 à janvier 1918
101e batterie de 58 du 39e régiment d'artillerie de campagne de janvier à novembre 1918
6e groupe de 155c du 120e régiment d'artillerie lourde de février à novembre 1918 (numéroté 12e groupe du 104e régiment d'artillerie lourde jusqu'en avril 1918).
- Génie :
compagnie 20/2 du 10e régiment du génie

### Historique

#### 1914
- 2 – 14 août : couverture au nord d'Art-sur-Meurthe, puis sur la Seille, dans la région de Moncel.
- 14 – 20 août : mouvement offensif, par Château-Salins, en direction de Morhange.
- 20 – 24 août : le 20 août, engagée dans la bataille de Morhange, puis repli sur la rive gauche de la Meurthe, vers Ville-en-Vermois.
- 24 août – 13 septembre : engagée dans la Bataille du Grand-Couronné : combats à Crévic et au bois d'Einville, puis vers Courbesseaux et Drouville.
- 13 – 25 septembre : retrait du front, mouvement par étapes vers la région de Manoncourt-en-Woëvre ; repos.
19 septembre : mouvement vers le sud de Toul. À partir du 20 septembre, transport par voie ferrée dans la région de Conty, puis mouvement, par Boves, vers Arvillers.
- 25 septembre – 1er novembre : engagée dans la 1re Bataille de Picardie : d'abord au sud de la Somme, vers Fouquescourt, puis à partir du 1er octobre, au nord de la Somme, vers Fricourt et Mametz, enfin, à partir du 6 octobre, au nord de l'Ancre, vers Gommecourt et le sud d'Hébuterne. Stabilisation du front.
22 et 23 octobre : combats vers Foncquevillers et la ferme de la Toutvente (14 morts, 198 blessés).
- 1er – 3 novembre : retrait du front ; mouvement vers Doullens. Transport par voie ferrée de Doullens à Bailleul, puis mouvement vers le nord d'Ypres.
- 3 – 16 novembre : engagée dans la bataille d'Ypres, vers Wytschaete et au sud.
6 - 11 novembre : combats vers Saint-Éloi et attaques françaises vers Kruisstraat Cabaret.
- 16 novembre 1914 – 17 février 1915 : mouvement de rocade vers le nord d'Ypres, et occupation d'un secteur à droite, vers Langemark et Wallemolen.
6 décembre : déplacement du secteur, à droite, vers Poelcappelle et la voie ferrée d'Ypres à Roulers.
11 décembre : attaque française vers Wallemolen.
30 décembre 1914 - 24 janvier 1915 : extension du front, à gauche, jusque vers Langenmarck.

#### 1915
- 17 février – 3 mars : retrait du front ; repos à l'est de Wormhoudt.
- 3 mars – 12 avril : mouvement vers le front, et, à partir du 4 mars, occupation d'un secteur vers le bois du Polygone et la voie ferrée d'Ypres à Roulers.
- 12 – 18 avril : retrait du front ; mouvement par étapes vers la région de Sachin.
- 18 avril – 9 mai : transport par camions vers le front, et, à partir du 24, occupation d'un secteur vers la Targette (éléments en secteur dès le 20).
- 9 – 27 mai : engagée dans la 2e Bataille d'Artois, à Neuville-Saint-Vaast et à la Targette : prise de la Targette ; attaque de Neuville-Saint-Vaast.
- 27 mai – 9 juin : retrait du front : repos vers Sus-Saint-Léger.
- 9 juin – 7 juillet : mouvement vers le front et occupation d'un secteur vers Neuville-Saint-Vaast :
16 juin : attaques françaises.
26 juin : mouvement de rocade, et occupation d'un secteur vers Écurie et le sud de Neuville-Saint-Vaast.
- 7 juillet – 26 août : retrait du front ; mouvement vers le Souich.
13 juillet : transport par camions, dans la région de Pont-Remy, puis transport par voie ferrée dans celle de Lunéville ; repos et instruction.
- 26 – 30 août : transport par voie ferrée, de la région de Lunéville, dans celle de Somme-Yèvre.
- 30 août – 25 septembre : mouvement vers le front ; occupation et organisation d'un secteur à l'est de la ferme de Beauséjour.
- 25 septembre – 26 décembre : engagée dans la 2e bataille de Champagne, à l'est de la ferme Beauséjour : enlèvement de la crête de Maisons de Champagne et attaques sur l'ouvrage de la Défaite ; occupation et organisation du terrain conquis. Du 10 octobre au 26 décembre, les 39e et 153e DI alternent dans l'occupation du secteur.

#### 1916
- 26 décembre 1915 – 29 janvier 1916 : retrait du front, mouvement vers le nord-est de Vitry-le-François, puis, à partir du 28 décembre, transport par voie ferrée dans la région de Vézelise ; repos et instruction.
- 29 janvier – 23 février : mouvement par étapes vers Baccarat ; travaux. À partir du 19 février, mouvement vers le camp de Saffais.
21 février : transport par voie ferrée dans la région de Revigny, puis mouvement vers celle de Fleury-sur-Aire.
- 23 février – 12 mars : transport par camions à Verdun. À partir du 25 février, engagée dans la Bataille de Verdun, dans la région la Meuse, les carrières d'Haudromont, Douaumont.
29 février : front réduit, à gauche, jusque vers les carrières d'Haudromont ; violents combats pendant cette période.
- 12 – 31 mars : retrait du front ; transport dans la région de Saint-Dizier.
- 31 mars – 21 avril : transport par camions dans la région de Dombasle. À partir du 5 avril, engagée à nouveau dans la bataille de Verdun, vers la cote 304.
7, 8, 9, et 10 avril : attaques allemandes.
- 21 avril – 31 mai : retrait du front ; à partir du 24 avril, transport par voie ferrée vers Montdidier ; repos. À partir du 9 mai, mouvement vers Poix ; repos.
- 31 mai – 11 juillet : mouvement vers le front et à partir du 5 juin, occupation d'un secteur au nord de Maricourt.
1er juillet : engagée dans la Bataille de la Somme, attaque française sur Hardecourt-aux-Bois. Ce jour la division perd 400 soldats.
8 juillet : prise d'Hardecourt-aux-Bois.
- 11 – 25 juillet : retrait du front ; repos dans la région Cerisy, Bray-sur-Somme.
- 25 juillet – 10 août : mouvement vers le front. Engagée à nouveau dans la bataille de la Somme vers Maurepas et au nord.
30 juillet : attaque française sur Maurepas.
8 août : attaque française.
- 10 août – 8 octobre : retrait du front, et transport par voie ferrée dans la région du Tréport ; repos.
- 8 octobre – 14 novembre : mouvement vers l'ouest d'Amiens ; repos.
- 14 novembre – 7 décembre : transport par camions vers le front et occupation d'un secteur vers Sailly-Saillisel.
- 7 décembre 1916 – 14 janvier 1917 : retrait du front (relève par l'armée britannique) ; repos vers Lœuilly. Le 15 décembre, transport par voie ferrée dans la région de Bayon ; repos et instruction.

#### 1917
- 14 – 22 janvier : transport par voie ferrée de Bayon à Dormans et Esternay.
- 22 janvier – 15 février : mouvement vers le front ; occupation d'un secteur vers Troyon et Moussy-sur-Aisne. À partir du 30 janvier, retrait du front et travaux préparatoires à l'offensive.
- 15 février – 20 mars : mouvement vers la région de Château-Thierry ; repos et instruction.
- 20 mars – 21 avril : mouvement vers le front, et, à partir du 26 mars, occupation d'un secteur vers Moussy-sur-Aisne et Chivy ; préparation de l'offensive.
15 avril : Bataille du Chemin des Dames : prise de Braye-en-Laonnois, puis défense et organisation des positions conquises vers la ferme Malval et le sud de Courtecon.
- 21 avril – 16 mai : retrait du front ; repos vers Braine.
- 16 mai – 5 juin : occupation d'un secteur vers l'Epine de Chevregny et la ferme Malval.
- 5 – 25 juin : retrait du front et transport par voie ferrée de Villers-Cotterêts, dans la région de Saint-Nicolas-de-Port ; instruction et travaux.
- 25 juin – 4 novembre : mouvement vers le front ; occupation d'un secteur vers Pont-à-Mousson et Brin-sur-Seille, réduit à droite, le 12 juillet, jusque vers Nomeny, et déplacé à droite, le 15 octobre, vers Chenicourt et Clémery.
- 4 novembre 1917 – 10 janvier 1918 : retrait du front ; travaux de 2e position vers Rosières-en-Haye et Blénod-lès-Pont-à-Mousson. À partir du 3 janvier 1918, mouvement vers Toul ; repos et instruction.

#### 1918

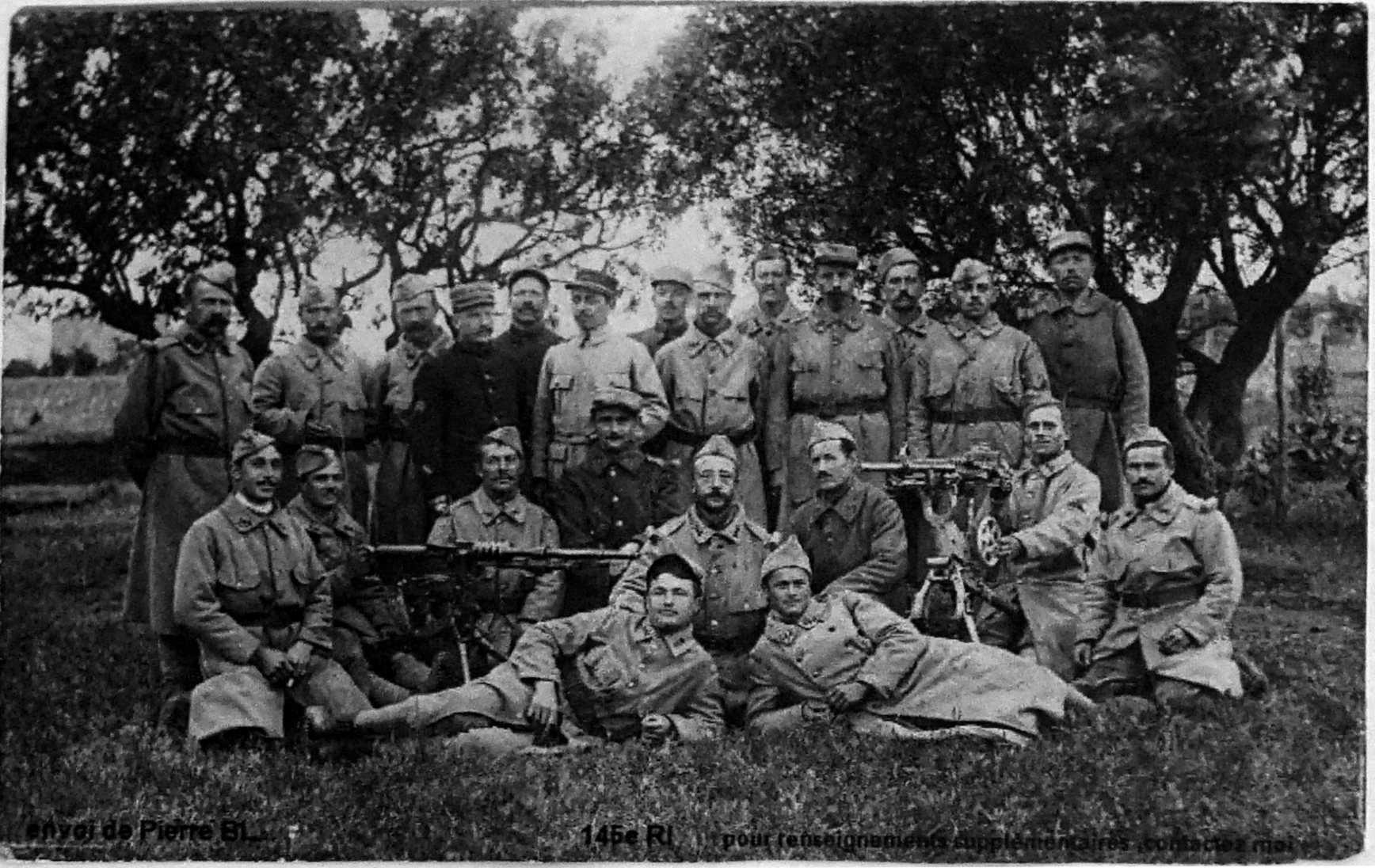
Mitrailleurs du vers 1918.

- 10 janvier – 29 mars : transport vers Tannois. À partir du 16 janvier, occupation d'un secteur vers la cote 344 et la ferme Mormont.
- 29 mars – 25 avril : retrait du front ; repos au nord de Revigny-sur-Ornain, puis vers Herpont. À partir du 17 avril, transport par voie ferrée, de Revigny, dans la région de Bergues, puis dans celle de Poperinghe ; mouvement vers le front.
- 25 avril – 6 mai : engagée, au nord du mont Kemmel (en liaison avec l'armée britannique), dans la 3e Bataille des Flandres : résistance aux violentes attaques allemandes et organisation d'un secteur vers le Scherpenberg et la Clytte.
- 6 – 26 mai : retrait du front ; transport par camions vers Dunkerque.
11 mai : transport par voie ferrée dans la région de Villers-Cotterêts ; repos.
- 26 mai – 3 juin : transport par camions vers Couvrelles.
27 mai 1918 : engagée dans la 3e Bataille de l'Aisne : résistance à l'offensive allemande dans la région de Soissons.
- 3 – 22 juin : retrait du front et mouvement par étapes vers l'est de Paris ; instructions d'unités américaines.
- 22 juin – 30 juillet : transport par camions au sud de Château-Thierry, puis occupation d'un secteur sur les deux rives de la Marne, vers Château-Thierry et Vaux.
1er et 6 juillet : attaque locale des positions allemandes dans la région de Vaux. À partir du 21 juillet, engagée dans la 2e Bataille de la Marne.
21 juillet : occupation de Château-Thierry.
- 30 juillet – 8 août : retrait du front, transport par voie ferrée au sud de Commercy ; repos.
- 8 août – 28 octobre : occupation d'un secteur vers l'étang de Vargévaux et Chauvoncourt. À partir du 13 septembre, participation à la Bataille de Saint-Mihiel, en partant du front bois d'Ailly, étang de Vargévaux. À partir du 16 septembre, occupation d'un secteur vers Hattonchâtel et le bois du Chaufour.
- 28 octobre – 9 novembre : retrait du front, mouvement par étapes vers la région Toul, Nancy ; repos, instruction, et préparatifs d'offensive.
- 9 – 11 novembre : mouvement par étapes vers Nomeny, en vue de l'offensive projetée. Se trouve vers Nancy au moment de l'armistice. Première division à entrer dans Metz (territoires reconquis à la suite de l'armistice).

### Rattachements
- Affectation organique : 20e CA d'août 1914 à novembre 1918

Par armée :
- 2e armée
2 août – 2 novembre 1914
20 septembre – 26 décembre 1915
26 février – 24 avril 1916
10 janvier – 13 avril 1918
5 – 30 août 1918
28 – 31 octobre 1918
- 4e armée
13 – 15 avril 1918
- 5e armée
15 – 17 avril 1918
- 6e armée
24 avril – 15 décembre 1916
14 janvier – 7 juin 1917
11 mai – 2 juin 1918
22 juin – 17 juillet 1918
20 juillet – 5 août 1918
- 7e armée
16 novembre 1914 – 4 avril 1915
2 – 14 janvier 1917
7 juin 1917 – 10 janvier 1918
31 octobre – 7 novembre 1918
- 8e armée
31 octobre – 7 novembre 1918
- 10e armée
14 avril – 14 juillet 1915
2 – 22 juin 1918
7 – 11 novembre 1918
- Détachement d'armée de Belgique
2 – 16 novembre 1914
4 - 14 avril 1915
- Détachement d'armée de Lorraine
14 juillet – 27 août 1915
20 septembre 1915 – 20 février 1916
15 décembre 1916 – 2 janvier 1917
- Région fortifiée de Verdun
20 - 26 février 1916
- Détachement d'armée du Nord
19 avril – 11 mai 1918
- Groupement d'armées Pétain
27 août – 20 septembre 1915
- 1re armée américaine
30 août – 28 octobre 1918

## L'entre-deux-guerres
La division reprend en 1919 une structure à deux brigades : 77e brigade avec les 146e et 153e régiments d'infanterie, 78e brigade avec les 156e et 160e régiments d'infanterie. La division installe son état-major et celui de la 78e brigade à Sarrebourg, tandis que la 78e brigade est à Sarreguemines,. L'artillerie divisionnaire est constituée du 39e régiment d'artillerie de campagne, revenu à Toul.
La division est dissoute en 1923.